# Стриплойн

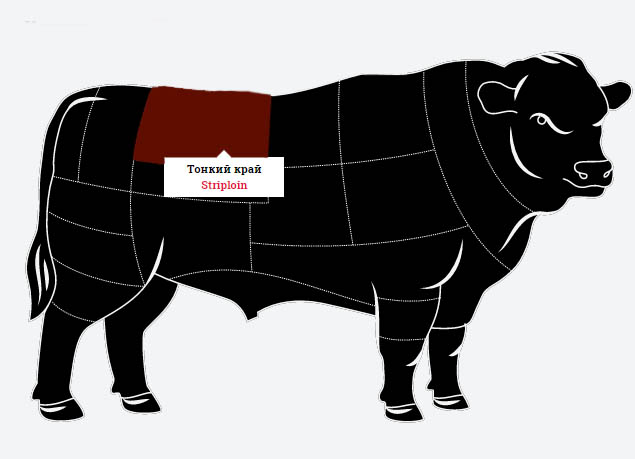
Стриплойн на схеме разделки говяжьей туши

Стрипло́йн (англ. strip + loin «филейная полоса») — «премиальный» стейк, который нарезается из отруба тонкий край, состоящего из единственной мышцы. По периметру стейка проходит тонкая полоска жира, придающая мясу сочность. Многие повара обрезают ее после прожарки стейка, и он получается постным.
Второе название стейка стриплойн — «Нью-Йорк» происходит от названия города, в котором он был подан впервые.
Наиболее богатыми вкусовыми качествами обладает стриплойн из мраморной говядины зернового откорма, а наиболее подходящей породой скота для производства мраморного мяса является Абердин-Ангус черной масти (Black Angus, черная говядина). Мышечные ткани такой говядины предрасположены к появлению тончайших жировых прослоек (мраморности), которая является залогом прекрасного вкуса и неповторимого тонкого аромата.

## Приготовление
Стриплойн принято готовить на гриле, однако не менее сочным он получается на сковороде с толстым дном. Перед приготовлением мясу обязательно нужно дать немного «подышать», чтобы стейк получился нежным и сочным. Также стейк необходимо обмазать оливковым маслом.
Стриплойн готовят в соответствии со следующим принципом: сначала на сильном огне до образования корочки, а потом — на умеренном. Набор приправ минимален: соль, чёрный перец, розмарин и/или тимьян. В заключительной стадии готовки к стейку часто добавляется сливочное масло. 
После приготовления мясо накрывают фольгой и дают ему «отдохнуть» несколько минут. Повара рекомендуют для стейка стриплойн слабую степень прожарки — medium rare.